# Дюртюлинська сільська рада
Дюртюли́нська сільська рада (рос. Дюртюлинский сельский совет) — муніципальне утворення у складі Шаранського району Башкортостану, Росія. Адміністративний центр — село Дюртюлі.

## Населення
Населення — 1529 осіб (2019, 1626 у 2010, 1709 у 2002).

## Склад
До складу поселення входять такі населені пункти:
| Населений пункт      | Населення, осіб (2002) | Населення, осіб (2010) |
| -------------------- | ---------------------- | ---------------------- |
| Борсуково, село      | 273                    | 269                    |
| Дюртюлі, село        | 566                    | 582                    |
| Єремкино, село       | 329                    | 292                    |
| Каракашли, присілок  | 72                     | 61                     |
| Сарсаз, присілок     | 313                    | 273                    |
| Суюндюково, присілок | 2                      | 0                      |
| Тат-Кучук, присілок  | 105                    | 100                    |
| Укіяз, присілок      | 16                     | 13                     |
| Улік-Єлга, присілок  | 33                     | 36                     |